# Canal de Vääksy
Le canal de Vääksy (finnois : Vääksyn kanava) ou canal de Vesijärvi est un canal situé à Asikkala, en Finlande,.

## Description
Le canal Vääksy est un canal qui relie le lac Vesijärvi et le lac Päijänne. 
Il traverse le Salpausselkä II en direction de la rivière Vääksynjoki émissaire du Vesijärvi, juste à l'Est de celle-ci.
Le canal mesure 1,3 km de long et peut être utilisé par des navires mesurant jusqu'à 35,0 mètres de long, 8,3 mètres de large, 11 mètres de haut et 2,4 mètres de profondeur.
Le canal n'a qu'une ecluse. 
Le dénivelé est d'environ trois mètres. 
A proximité du canal se trouve Vääksy, qui est devenu le centre d'Asikkala.